# Walter Renschler
 (septembre 2018).
Si vous disposez d'ouvrages ou d'articles de référence ou si vous connaissez des sites web de qualité traitant du thème abordé ici, merci de compléter l'article en donnant les références utiles à sa vérifiabilité et en les liant à la section « Notes et références ».
Walter Renschler, né le 20 avril 1932 à Zurich et mort dans la même ville le 17 juillet 2006, est une personnalité politique suisse, membre du Parti socialiste.

## Biographie
Après avoir étudié les sciences économiques aux universités de Zurich et Londres, il se lance dans une carrière de journaliste pour les magazines Mondo – schweizerische Zeitschrift für Entwicklungsfragen et TCS-Revue. De 1968 à 2001, il est également vice-président de l'association d'aide au développement Helvetas.
Il est élu en 1967 comme plus jeune député du Conseil national et y est régulièrement réélu jusqu'à sa retraite en 1987. De 1974 à 1994, il est le secrétaire du Syndicat des services publics et de 1990 à 1994 président de l'Union syndicale suisse. Europhile convaincu, il est président du mouvement Europa-Union de Suisse.

## Sources
- (de) Cet article est partiellement ou en totalité issu de l’article de Wikipédia en allemand intitulé « Walter Renschler » (voir la liste des auteurs).
- (de) « Renschler, Walter (1932-2006) », sur Archives sociales suisses : Archivfindmittel (consulté le 19 février 2010)